# Алина Бака
Алина Бака (4. март 1999) је српска фудбалерка. Наступа за женски фудбалски клуб Спартак са којим се такмичи у Супер лиги Србије за жене.

## Каријера
Наступала је за женску кадетску репрезентацију Србије (У-17) за коју је дебитовала 16.10.2015. године у квалификацијама за Европско првенство (Србија-Словенија 3:0).
У Лиги шампиона је дебитовала 8.10.2015. године на утакмици 1/16 финала Спартак - Волсбург 0:0.
У Супер лиги Србије за жене дебитовала 11.04.2015. године против ЖФК Тријумф.

## Награде и признања
До сада је освојила 6 титула државног првака, 5 титуле победника Купа и има 5 учешће у УЕФА Лиги шампиона за жене.